# Élections municipales de 2008 à Limoges
Les élections municipales françaises de 2008 se sont déroulées les 9 et 16 mars 2008.

## Contexte

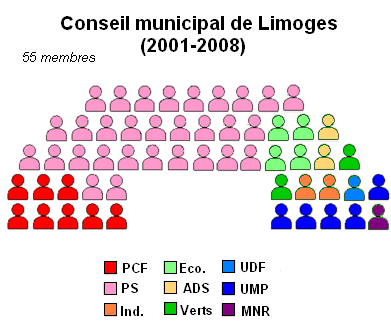
Le conseil municipal sortant

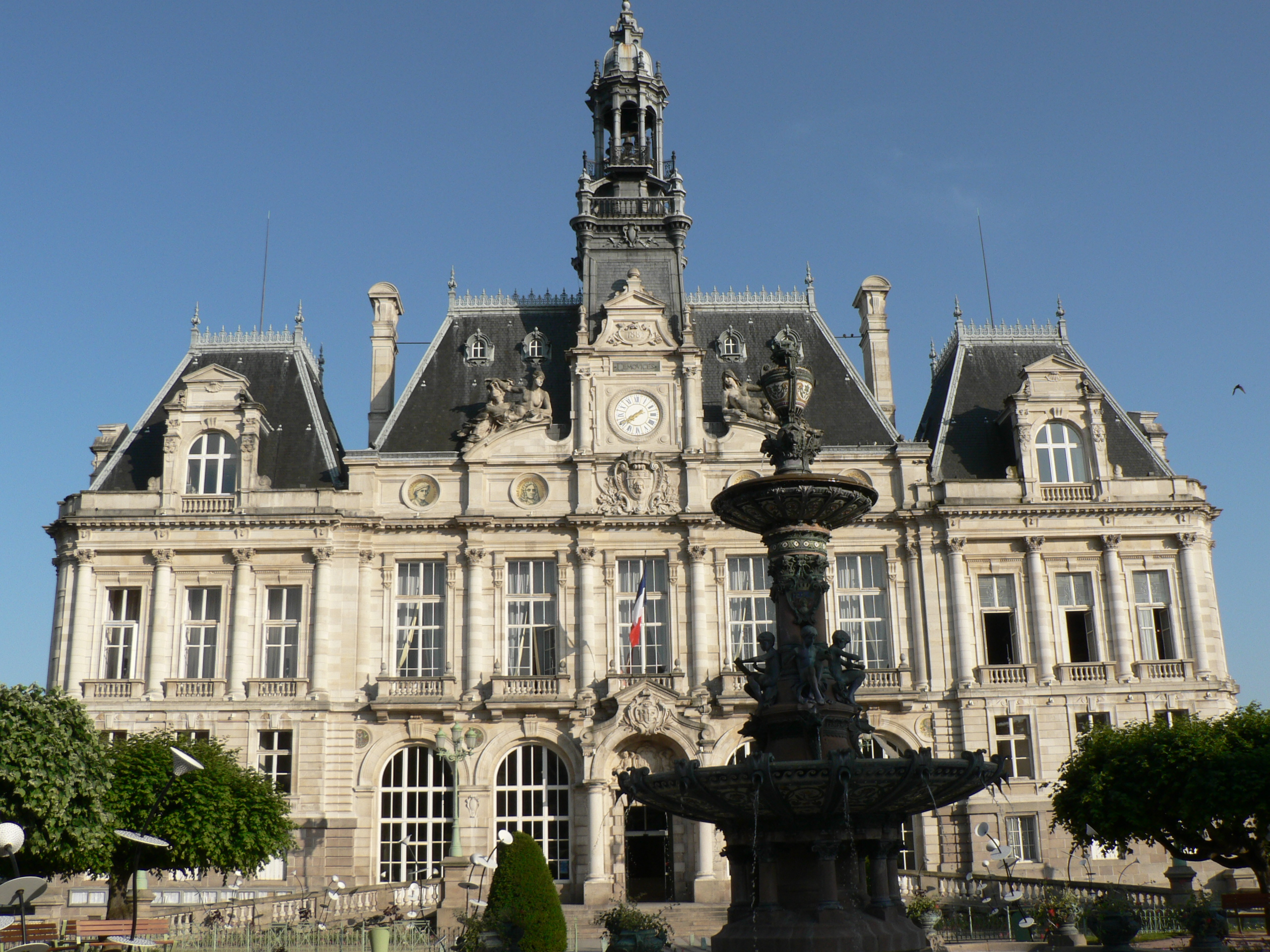
L'hôtel de ville de Limoges.

Alain Rodet, 63 ans, est maire PS de la ville depuis 1990, date à laquelle il a succédé à Louis Longequeue, décédé. Limoges est dirigée par la gauche depuis 1912, date à laquelle Léon Betoulle, député, accéda au fauteuil de maire, en exceptant la période d'Occupation, où André Faure, classé à droite, fut installé par le régime de Vichy.
Limoges semblait être une des villes françaises de plus de 100 000 habitants où l'issue du scrutin était la moins indécise. Alain Rodet avait été réélu au 1er tour en 2001, fait plutôt inhabituel pour une grande ville, en profitant notamment de la division de la droite. Ses adversaires, assez résignés dans l'ensemble à une défaite face à un maire considéré[Par qui ?] comme « inamovible », ont espéré l'obliger cependant à un 2d tour en mettant en avant leur division en 2001. La droite se présente cette fois unie derrière le conseiller municipal historique Camille Geutier, mais doit tout de même faire face à la présence d'une liste MoDem.

## Candidats et projets

### LO
- Claudine Roussie a conduit la Liste ouvrière

Elle obtient 1,96 % des voix (938 voix).

### LCR
- Daniel Clérembaux, 52 ans, syndicaliste, a conduit la liste 100 % à gauche.

Il obtient 6,99 % des voix (3348 voix).

### PS-PCF-ADS-MRC-PRG et L.E.
- Alain Rodet, 63 ans, économiste, a conduit la liste Grand Limoges : Notre ville, c'est notre vie.

Il est réélu dès le 1er tour avec 56,45 % des voix (27 057 voix).

### Verts
- Cyril Cognéras, 35 ans, employé au musée Adrien Dubouché & Hayat Lotfi, 45 ans, maître de conférences en toxicologie à la faculté de pharmacie de Limoges, trésorière nationale de UNSA enseignement supérieur .

Il obtient 5,32 % des voix (2 546 voix).

### MoDem
- Jean-Jacques Bélézy, 49 ans, architecte, a conduit la liste Limoges Démocrate.

Il obtient 8,46 % des voix (4 054 voix).

### UMP-NC
- Camille Geutier, 70 ans, commerçant retraité, a conduit la liste Limoges en mieux, Limoges en bleu.

Il obtient 20,84 % des voix (9 988 voix).

## Résultats

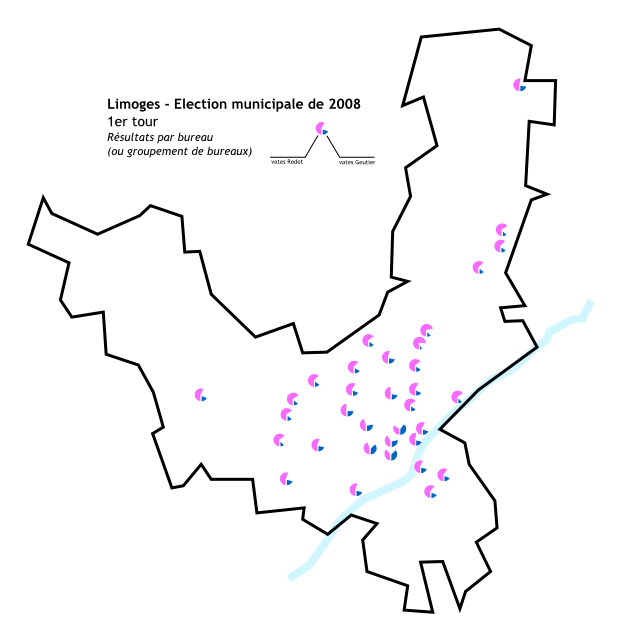
Résultats par bureau.

À l'issue de ce scrutin, Alain Rodet est facilement reconduit dans ses fonctions dès le premier tour, pour un nouveau mandat de 6 ans. Il nomme au poste de première adjointe la députée Monique Boulestin, première femme à occuper ce poste à Limoges. Les historiens limougeauds Philippe Grandcoing et Vincent Brousse soulignent dans Le Populaire du Centre, le triomphe de Alain Rodet dans les quartiers populaires, jusqu'à plus de 76% dans certains bureaux de vote, avec cinq listes concurrentes. 
L'extrême-gauche est pour la première fois représentée au conseil municipal de Limoges, alors que l'extrême-droite en disparaît, n'ayant pas présenté de liste. La droite enregistre un très faible score pour une grande ville : avec à peine 21 %, elle est nettement en dessous du résultat cumulé des deux listes de droite qui en 2001 avaient obtenu au total près de 27 % des voix. Le centre signe un score honorable lui permettant d'envoyer deux élus au conseil municipal. Les écologistes emmenés par Cyril Cognéras, réalisent une contre-performance, en recul de près d'un tiers par rapport à 2001.

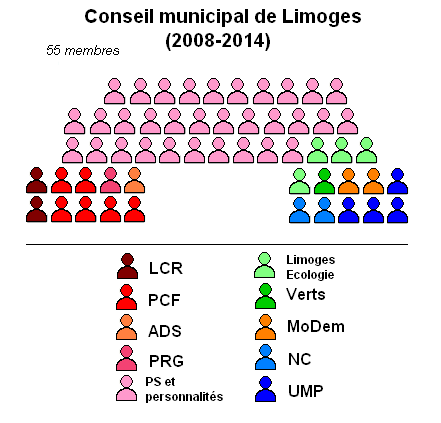
Le conseil municipal (session 2008-2014)

|                                                        | Alain Rodet *       | PS-PCF-ADS-MRC-PRG-Limoges Ecologie | 27 057 | 56,45  | 44 |  |  |
| Grand Limoges - Notre ville c'est notre vie            |                     |                                     | 27 057 | 56,45  | 44 |  |  |
|                                                        | Camille Geutier     | UMP-NC                              | 9 988  | 20,84  | 6  |  |  |
| Limoges en bleu, Limoges en mieux                      |                     |                                     | 9 988  | 20,84  | 6  |  |  |
|                                                        | Jean-Jacques Bélézy | MoDem                               | 4 054  | 8,46   | 2  |  |  |
| Limoges démocrate                                      |                     |                                     | 4 054  | 8,46   | 2  |  |  |
|                                                        | Daniel Clérembaux   | LCR                                 | 3 348  | 6,99   | 2  |  |  |
| Limoges 100 % à gauche                                 |                     |                                     | 3 348  | 6,99   | 2  |  |  |
|                                                        | Cyril Cognéras      | Les Verts                           | 2 546  | 5,31   | 1  |  |  |
|                                                        |                     |                                     | 2 546  | 5,31   | 1  |  |  |
|                                                        | Claudine Roussie    | LO                                  | 938    | 1,96   | 0  |  |  |
| Lutte ouvrière faire entendre le camp des travailleurs |                     |                                     | 938    | 1,96   | 0  |  |  |
|                                                        |                     |                                     |        |        |    |  |  |
| Inscrits                                               | Inscrits            | Inscrits                            | 80 383 | 100,00 |    |  |  |
| Abstentions                                            | Abstentions         | Abstentions                         | 30 495 | 37,94  |    |  |  |
| Votants                                                | Votants             | Votants                             | 49 888 | 62,06  |    |  |  |
| Blancs et nuls                                         | Blancs et nuls      | Blancs et nuls                      | 1 957  | 3,92   |    |  |  |
| Exprimés                                               | Exprimés            | Exprimés                            | 47 931 | 96,08  |    |  |  |
| * Liste du maire sortant                               |                     |                                     |        |        |    |  |  |